# Преступление и наказание (манга)
«Преступление и наказание» (яп. 罪と罰 цуми то бацу) — манга Осаму Тэдзуки, основанная на одноимённом романе Фёдора Михайловича Достоевского. Единственный том был издан в 1953 году компанией «Токодо» и с тех пор не раз переиздавался. В России была лицензирована осенью 2009 года компанией «Фабрика комиксов»; издание планировалось на декабрь 2010, но тираж вышел только 1 июня 2011 года.
В сентябре 2007 года в музее Достоевского в Санкт-Петербурге была открыта выставка, посвященная этой манге. Выставка открылась в рамках петербургского международного фестиваля «Бум комиксов». По словам директора музея, ранее комиксы в музее не выставлялись, но этот вид искусства «может быть первым шагом на пути в художественный мир писателей». Отношение посетителей музея к манге было разным, правнук писателя Дмитрий Достоевский отметил, что «Быть может, для Страны восходящего солнца это и нормально. Там такое не считается экзотикой. С точки же зрения русского человека это выглядит кощунственно. Демонстрация таких комиксов возможна, однако русские люди не должны изучать произведения Достоевского по японским комиксам».
Специально для фестиваля мангу впервые перевели на русский язык.

## Сюжет
В целом, манга повторяет сюжет романа, однако Тэдзука сильно изменил концовку и добавил нескольких персонажей из своих предыдущих произведений. Сохранён гуманистический пафос произведения.
Действие романа происходит в Санкт-Петербурге незадолго до революции 1917 года. Раскольников, главный герой манги и романа «Преступление и наказание» убивает и грабит старуху-процентщицу, оправдывая этот поступок собственной теорией преступления.